# Klementine von Ungarn

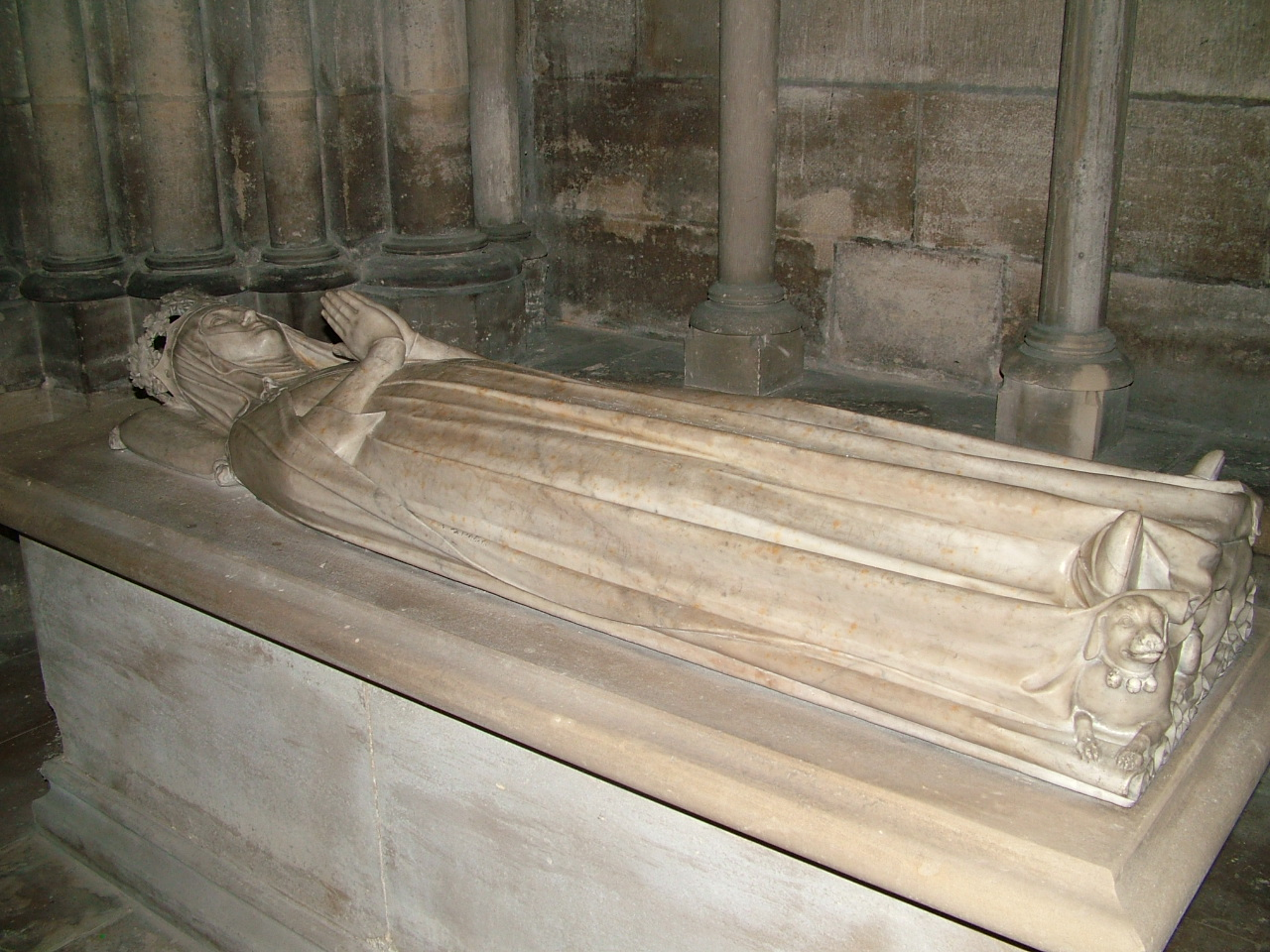
Grabfigur der Klementine von Ungarn in der Basilika Saint-Denis, ursprünglich im Jakobinerkloster zu Paris.

Klementine von Ungarn aus dem Haus Anjou (* Februar 1293; † 12. oder 13. Oktober 1328 in Paris) war durch Heirat Königin von Frankreich und Navarra und Gräfin der Champagne.

## Herkunft
Klementine war die Tochter des ungarischen Königs Karl I. Martel aus dem Haus Anjou und seiner Ehefrau Klementine aus dem Haus Habsburg, Tochter des römisch-deutschen Königs Rudolf I.

## Leben
Am 19. August 1315 heiratete Klementine in Paris den französischen König Ludwig X. der Zänker (1289–1316), Sohn des Königs Philipp IV. von Frankreich und dessen Frau Johanna von Navarra, Tochter des Königs Heinrich I. der Dicke.
Ihr gemeinsamer Sohn kam 1316 als König von Frankreich zur Welt: Jean I., Posthume (Johann der Nachgeborene). Der Säugling starb fünf Tage später, kurz nach seiner Taufe. Die verwitwete Mutter zog sich in das Kloster Sainte-Marie de Nazareth bei Aix-en-Provence zurück.
Klementine von Ungarn starb während eines Aufenthaltes in Paris, im Alter von 35 Jahren, kurz nachdem sie am 5. Oktober 1328 im Temple ihr Testament verfasst hatte. Ihr Leichnam wurde im Jakobinerkloster zu Paris beigesetzt, ihr Herz im Kloster Sainte-Marie de Nazareth.
Die unter Ludwig XVIII. geborgenen Reste ihres Grabmals werden heute in einer Seitenkapelle der Basilika von Saint-Denis ausgestellt. Ihre Grabfigur wird derselben Werkstatt zugeschrieben wie jene der Margarete von Artois (1285–1311) und der Blanche von Frankreich (1253–1323), die sich ebenfalls in Saint-Denis befinden.